# Mowa przełykowa
Mowa przełykowa – rodzaj mowy zastępczej po laryngektomii. Pod nieobecność krtani fałdy śluzówki przełyku mogą pełnić funkcję źródła dźwięku. Jest to tzw. pseudogłośnia w przełyku.

## Cechy dźwięku w mowie przełykowej
Głos jest anormalnie niski i stosunkowo cichy. Ma bardzo mały zakres wysokości. Powoduje to znaczne ograniczenie intonacji i utrudnia w związku z tym przekazywanie emocji. Nie ma natomiast problemu z wyrazistością znaczeniową przekazu.

## Efektywność
Mówienie jest dla pacjenta męczące ze względu na kolizję z oddychaniem. Uniemożliwia dłuższe ciągłe wypowiedzi. Nauka tego sposobu mówienia trwa długo i jest często nieskuteczna. Większość pacjentów nie jest w stanie jej dobrze opanować. Aż 33–54% nie jest tego zdolna dokonać nawet w stopniu minimalnym.